# Euclidia conspicua
Euclidia conspicua är en fjärilsart som beskrevs av Smith 1900. Euclidia conspicua ingår i släktet Euclidia och familjen nattflyn. Inga underarter finns listade i Catalogue of Life.